# Fotskäls landskommun
Fotskäls landskommun var en tidigare kommun i dåvarande Älvsborgs län.

## Administrativ historik
Kommunen inrättades i Fotskäls socken i Marks härad i Västergötland när 1862 års kommunalförordningar trädde i kraft. Vid kommunreformen 1952 uppgick den i Västra Marks landskommun som 1971 gick upp i nybildade Marks kommun.

## Politik

### Mandatfördelning i Fotskäls landskommun 1938-1946
| 1 | 1 | 13 | 5 |

| 18 |